# Ferdinand I. (Österreich)

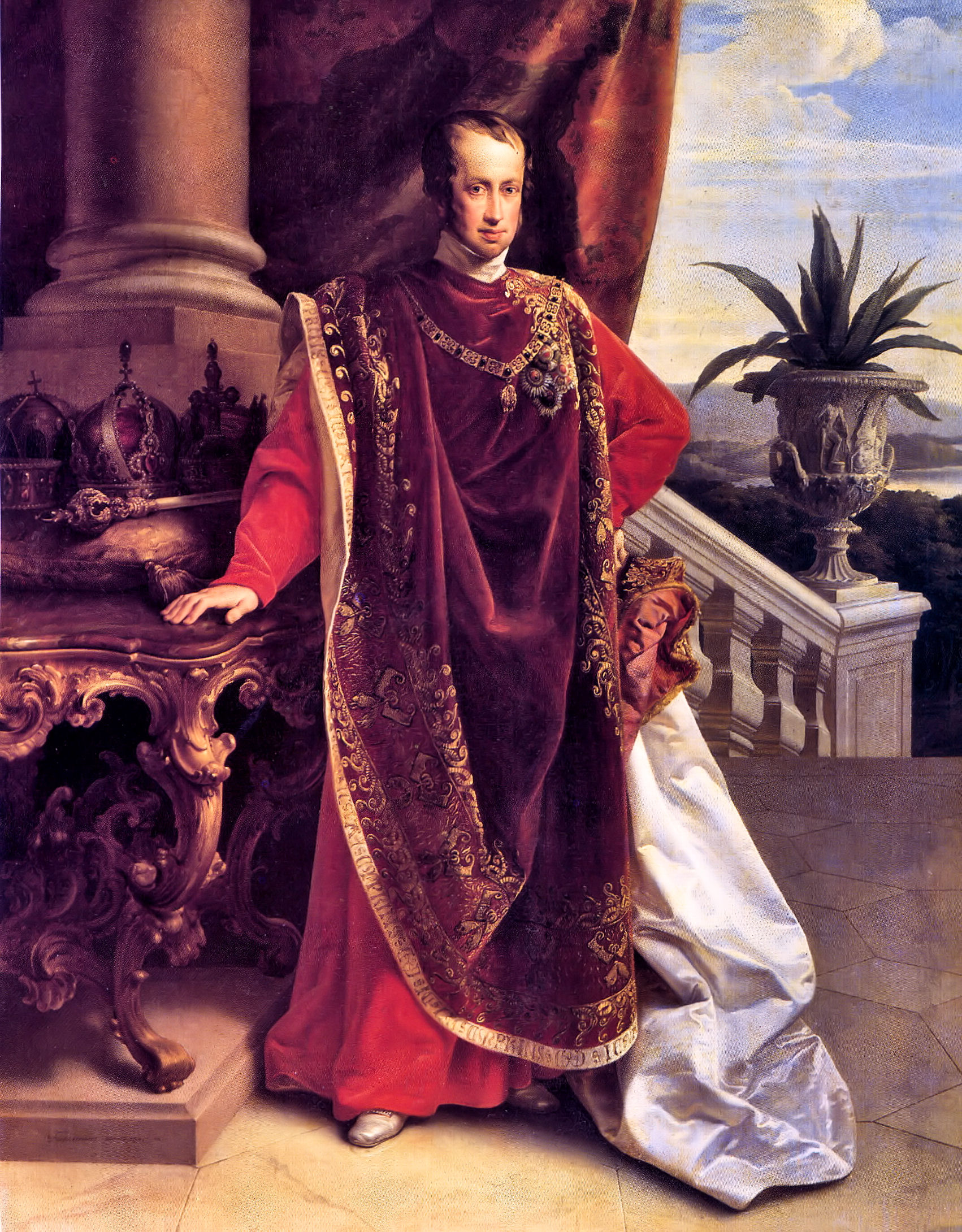
Kaiser Ferdinand I. von Österreich im Ornat des Ordens vom Goldenen Vlies, Porträt von Leopold Kupelwieser. Ferdinands Unterschrift:

Ferdinand I. Karl Leopold Joseph Franz Marcellin, genannt: der Gütige, ungarisch: Jóságos Ferdinánd, tschechisch: Ferdinand Dobrotivý, (* 19. April 1793 in Wien; † 29. Juni 1875 in Prag) war von 1835 bis 1848 Kaiser von Österreich und König von Böhmen und als Ferdinand V. seit 1830 auch König von Ungarn und Kroatien. Er war der zweite der vier österreichischen Kaiser aus dem Hause Habsburg-Lothringen.

## Leben

### Abstammung und Jugend
Ferdinand I., ältester Sohn des römisch-deutschen Kaisers Franz II. (ab 1804 Franz I. von Österreich) und von Maria Theresia, Prinzessin beider Sizilien, und somit seit 1804 Kronprinz des Kaisertums Österreich, wurde am 19. April 1793 in Wien geboren. Er hatte nicht acht Urgroßelternteile, sondern nur vier (so genannter Ahnenschwund). Sein Vater und seine Mutter stammten von den gleichen Großeltern ab, den zwei Herrscherpaaren Franz I. und Maria Theresia (Österreich) sowie Karl III. und Maria Amalia (Spanien). Ferdinands Krankheiten sind vermutlich darauf zurückzuführen.
Der überglückliche Vater zeigte die Geburt in persönlichen Handschreiben einigen der im Ausland lebenden Verwandten an und sprach darin von einer „glücklich geschehenen Entbindung“, was der Wahrheit entsprach, aber auch von „einem gesunden Prinzen“, was nicht zutraf: Das schwache Baby hatte einen zu großen Kopf und konnte nur mit großer Mühe des Pflegepersonals und der Hilfe von Ärzten am Leben gehalten werden, es entwickelte sich auch nicht altersgemäß. Ferdinand litt an Epilepsie, Rachitis und hatte einen Hydrocephalus.
Ferdinand lernte erst spät zu gehen und zu sprechen, sein Benehmen und Verhalten gaben Anlass zur Sorge. Daher blieb er, entgegen den üblichen Gepflogenheiten des Wiener Hofes, bis zum neunten Lebensjahr in weiblicher Obhut und kam nicht mit sechs Jahren unter die Aufsicht eines männlichen Erziehers. Von früher Jugend an von sehr schwächlicher Konstitution, erhielt er eine seiner künftigen Bestimmung wenig entsprechende Erziehung. Seine Interessen drehten sich um Heraldik und Technologie, außerdem fühlte er sich zur Landwirtschaft hingezogen.
Im April 1802 wurde seine Erziehung von Franz Maria von Steffaneo-Carnea übernommen. Dieser behandelte das Kind mit viel Verständnis und brachte es in seiner Entwicklung ein gehöriges Stück weiter. Maria Theresia, die Mutter, hielt allerdings nicht viel von ihm und sorgte für seine Entlassung. Sie starb 1807, als Ferdinand 14 Jahre alt war.
Die erste Maßnahme seiner Stiefmutter Maria Ludovika (Franz I. hatte sie 1808 geheiratet) war die Entlassung einiger Lehrer, die ihrer Meinung nach untauglich waren, und sich um einen geeigneten Erzieher für ihn zu kümmern. Sie fand für den inzwischen 15-jährigen Ferdinand den Freiherrn Joseph von Erberg (seine Gattin wurde Aja bei den Kaisertöchtern).
Der anscheinend schwer erziehbare Kronprinz war bis dahin vor der Öffentlichkeit abgeschirmt worden. Er galt als launisch und bekam Tobsuchtsanfälle, wenn etwas nicht nach seinem Willen ging. Der neue Erzieher förderte seine Selbständigkeit, Ferdinand lernte nun auch schreiben und lesen und bekam Reit-, Tanz-, Fecht- und Klavierunterricht. Außerdem wurde seine zeichnerische Begabung erkannt, mit Billigung der Kaiserin erlernte er zudem zu gärtnern. Sein Geschichtslehrer war der spätere Professor Josef Benignus Maus. 1814 zeigten sich jedoch beim Erzieher Joseph von Erberg Anzeichen einer beginnenden Schizophrenie; er wurde aus dem Dienst entlassen, daraufhin erklärte Kaiserin Maria Ludovika die Erziehung Ferdinands für abgeschlossen. Er erhielt aber danach noch Unterricht im Militärwesen und in naturwissenschaftlichen und technischen Fächern.

### Krönung in Ungarn und Heirat

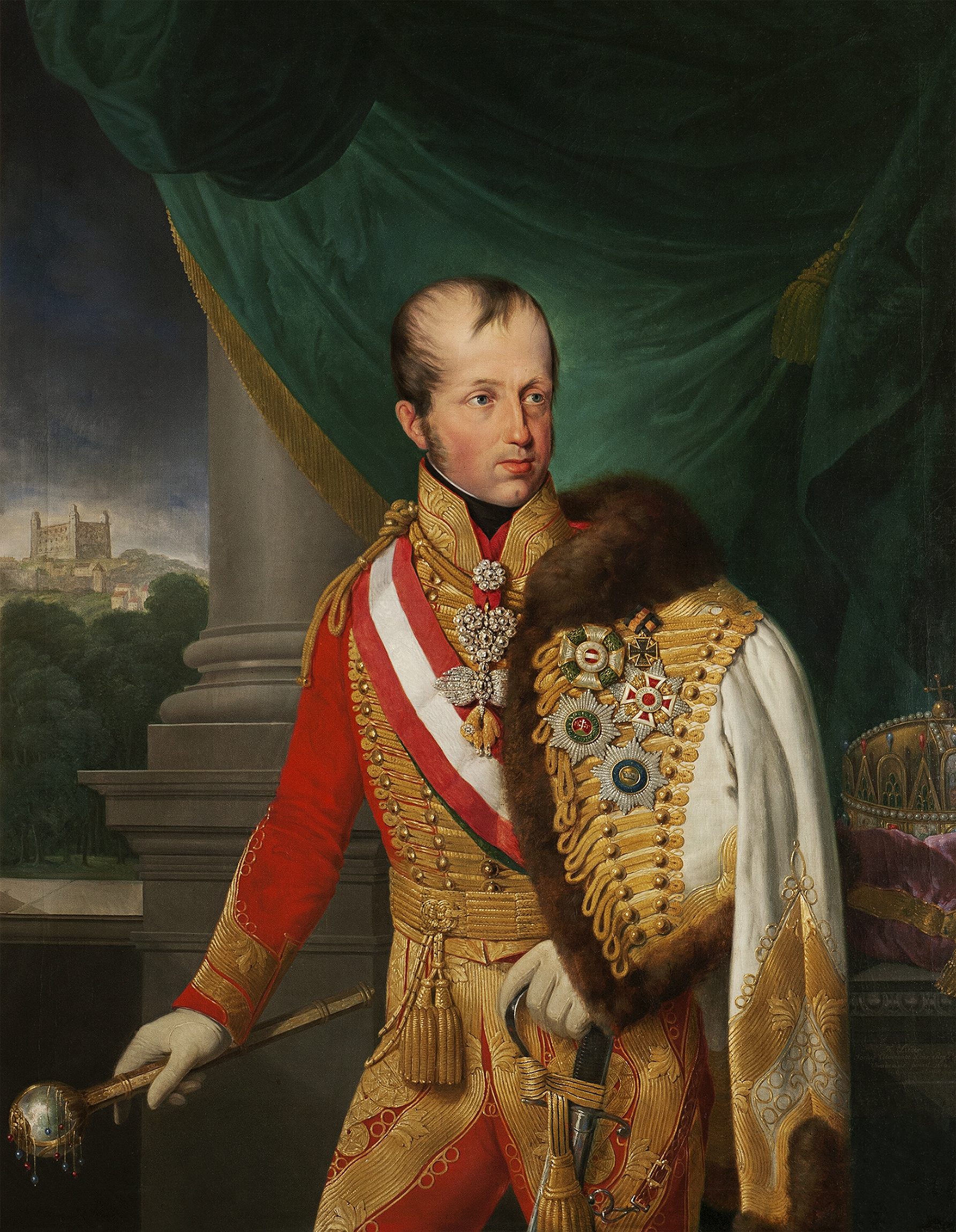
Ferdinand als König von Ungarn. Zu seiner Linken die Stephanskrone, im Hintergrund die Pressburger Burg.

Erst seit 1829, als er 36 Jahre alt war, nahm er an Sitzungen des Staatsrates teil und wurde vom Vater mit der Unterschrift und Erledigung von Angelegenheiten der Staatsverwaltung beauftragt.
Seine am 28. September 1830 auf Wunsch Franz’ I. vollzogene Krönung zum König von Ungarn in Pressburg gab ihm keine größere Selbstständigkeit, war doch im Auftrag seines Vaters Staatskanzler Metternich der eigentliche Entscheidungsträger in den meisten Bereichen der Politik der Monarchie. Das Ferdinand wie in solchen Fällen üblich von den ungarischen Ständen überreichte Ehrengeschenk von 50.000 Dukaten widmete er, wohl auf Vorschlag Metternichs, der Unterstützung verarmter ungarischer Gemeinden und der Dotierung der in Pest zu errichtenden Akademie.
Am 12. Februar 1831 wurde Kronprinz Ferdinand, auf Anraten von Metternich, durch Prokuration mit Maria Anna (* 19. September 1803; † 4. Mai 1884), Tochter der Erzherzogin Maria Theresia von Österreich-Este und des Königs Viktor Emanuel I. von Sardinien-Piemont, seiner Cousine 3. Grades, verheiratet. Am 27. Februar 1831 heirateten beide persönlich. Die Ehe blieb kinderlos. Das Krönungsgeschenk der Stadt Wien und andere Zuwendungen zur Hochzeit widmete der Kronprinz dem Bau der Kaiser-Ferdinands-Wasserleitung in Wien.
Der pensionierte Hauptmann Franz Reindl, dem er eine verlangte Summe Geldes verweigerte, verübte am 9. August 1832 in Baden bei Wien, wo Franz I. gern den Sommer verbrachte, ein Pistolenattentat auf den Kronprinzen. Ferdinand überstand die Attacke leicht verletzt.

### Kaiser von Österreich

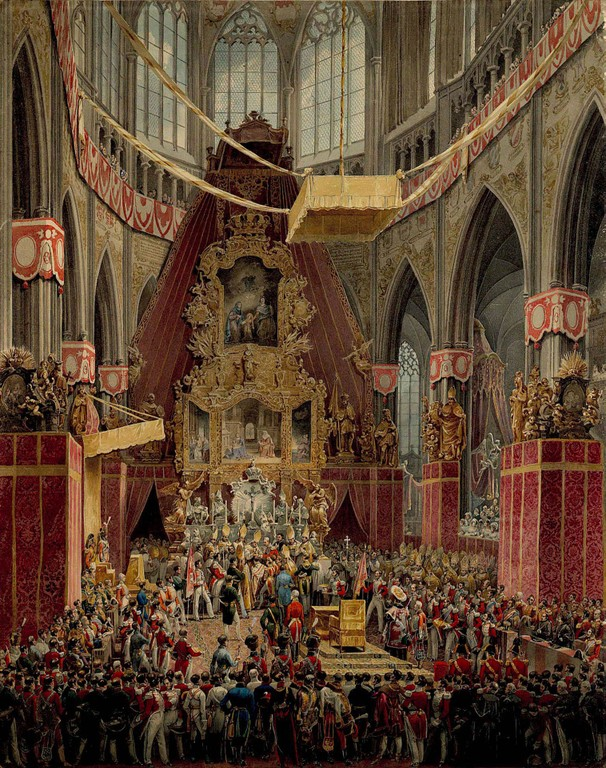
Die Krönung Kaiser Ferdinands I. zum böhmischen König im Veitsdom zu Prag 1836, Gemälde von Eduard Gurk

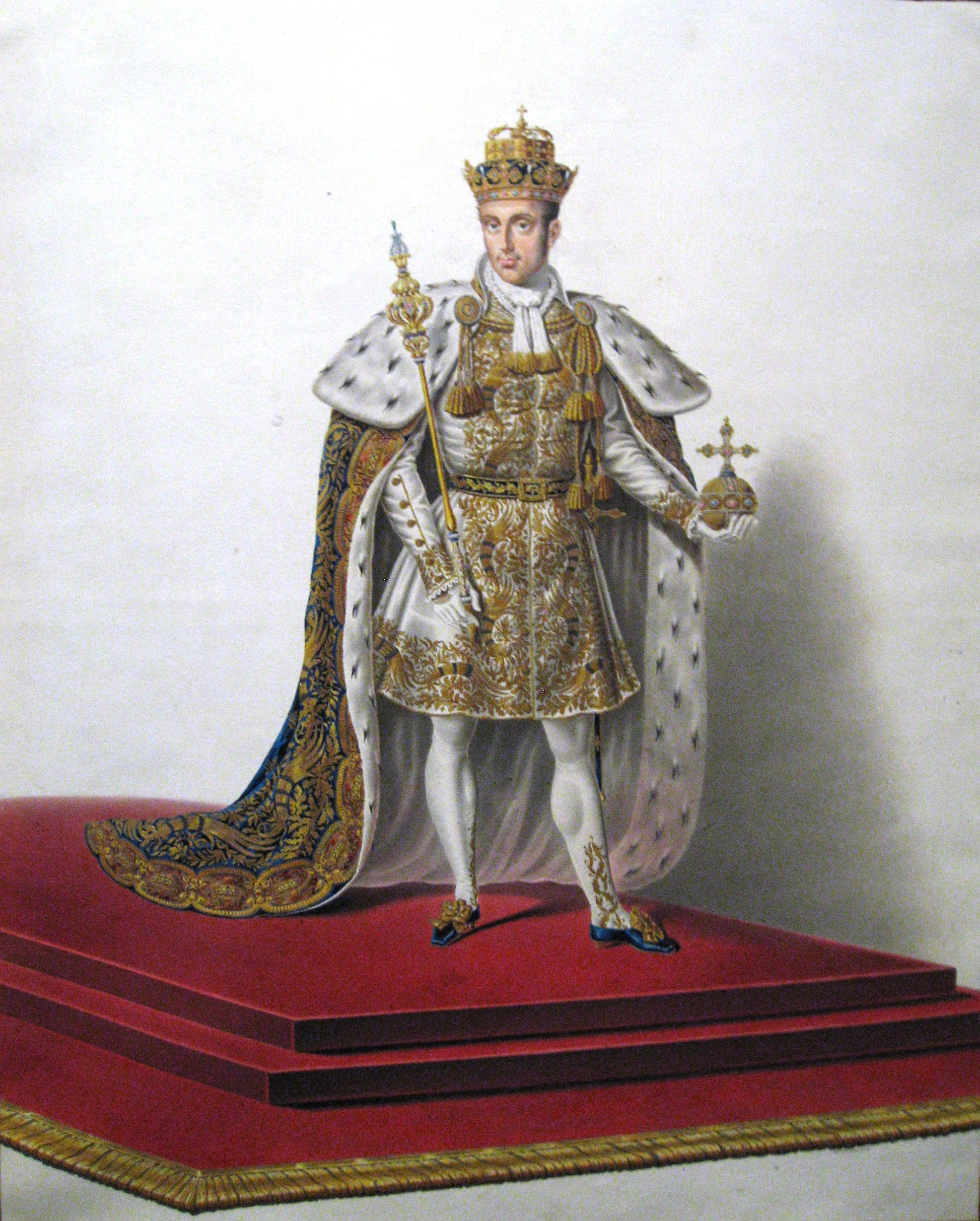
Ferdinand I. im lombardo-venezianischen Krönungsornat (1838)

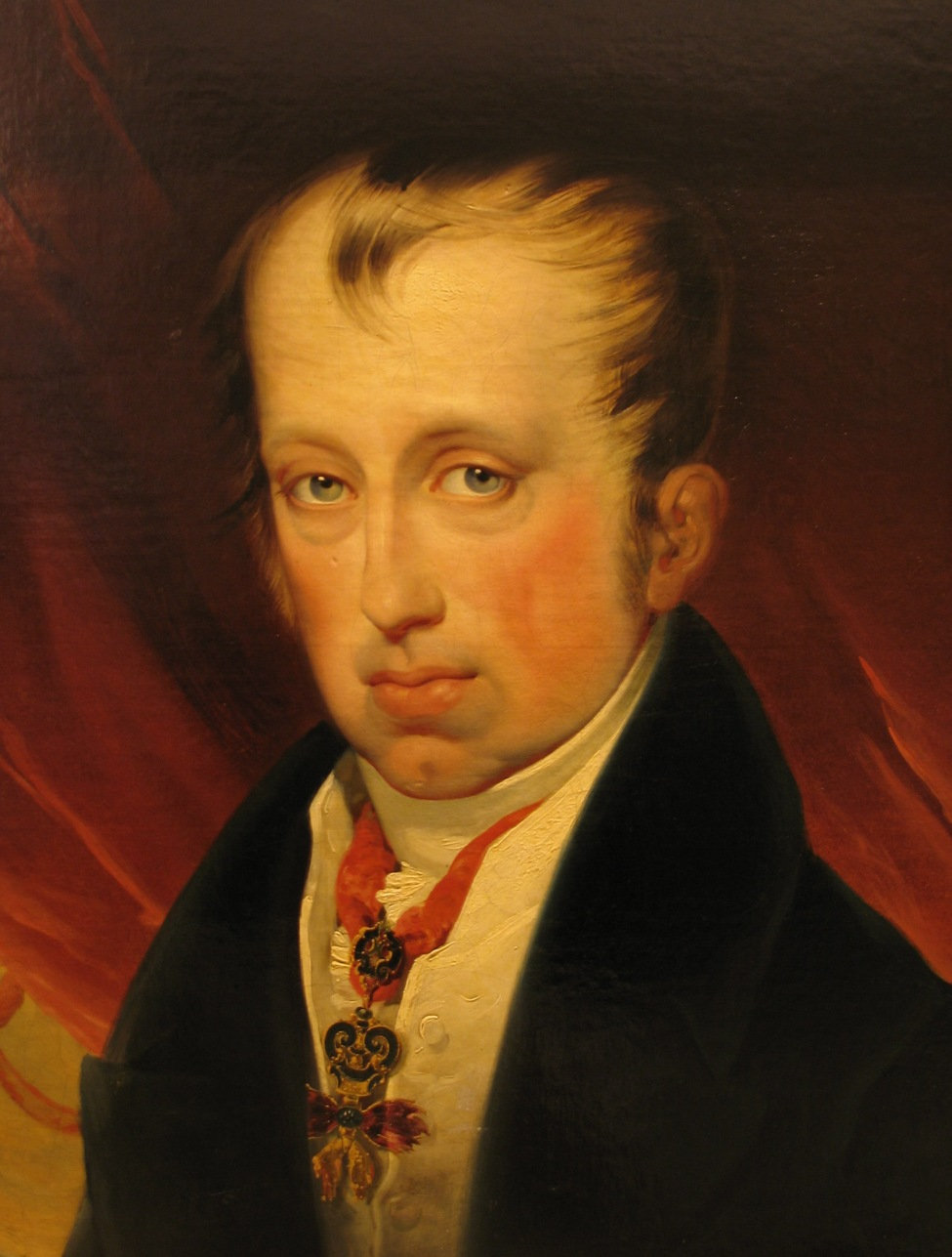
Friedrich von Amerling: Porträt Kaiser Ferdinands I. (Heeresgeschichtliches Museum Wien)

Nach dem Tod seines Vaters Franz I. am 2. März 1835 folgte Ferdinand ihm auf dem Kaiserthron nach. Einer Krönung oder anderer Zeremonien bedurfte es dazu nicht. Die beiden erfolgten Krönungen stellten reine Formalakte dar:
Am 7. September 1836 empfing Ferdinand in Prag die Krone von Böhmen. Es war dies das letzte Mal, dass ein Herrscher mit der Wenzelskrone gekrönt wurde – seine Nachfolger Franz Joseph I. und Karl I. ließen sich wohl in Budapest, nicht aber in Prag krönen. Das übliche Krönungsgeschenk der Reichsstände von 50.000 Dukaten widmete Ferdinand ebenfalls wohltätigen und sonstigen öffentlichen Zwecken.
Am 6. September 1838 wurde er zum König von Lombardo-Venetien gekrönt – ebenfalls ein Formalakt – und ebenfalls das letzte Mal, dass ein Herrscher mit der Eisernen Langobardenkrone gekrönt wurde. Am Tag der Krönung erteilte er eine allgemeine Amnestie für alle bisher vorgefallenen politischen Vergehen seiner Untertanen in den italienischen Provinzen. 1838 schenkte er der Akademie der bildenden Künste Wien 88 Gemälde.
Für das damalige absolutistische Regierungssystem stellte die offensichtliche Führungsschwäche des neuen Kaisers ein Problem dar. Sein Vater und Metternich hatten aber vorgesorgt: Im Namen Ferdinands wurden die Entscheidungen von einer Kabinettsregierung getroffen, der Geheimen Staatskonferenz. Diese bestand aus drei Personen: seinem Bruder Erzherzog Franz Karl (Vater des nachmaligen Kaisers Franz Joseph I.), dem Staatskanzler Metternich und dem für die Innenpolitik zuständigen Staatsminister Franz Anton Graf von Kolowrat-Liebsteinsky. Diese Zusammensetzung kam durch einen Kompromiss zwischen der Partei der Erzherzöge und der Minister im Dezember 1835 zustande.
Aufgrund seiner Führungsschwäche erhielt Ferdinand I. den euphemistischen Beinamen der Gütige. Der Volksmund verballhornte diesen Titel auch in „Gütinand der Fertige“. Auch in heutigen geschichtswissenschaftlichen Arbeiten wird Ferdinand I. gelegentlich noch als „geistesschwach“ bzw. „buchstäblich schwachsinnig“ beschrieben. In heutiges Denken übertragen, wird wohl eher von politischer Entscheidungsschwäche (einer „Teilleistungsschwäche“) zu sprechen sein: In seiner Funktion als Monarch sei er weitgehend handlungsunfähig gewesen. Gleichwohl sprach Ferdinand I. fünf Sprachen, beherrschte zwei Musikinstrumente, konnte sehr gut zeichnen, außerdem reiten, fechten und schießen und stand den Wissenschaften, den neuen technischen Erkenntnissen seiner Zeit und den Fortschritten in der Landwirtschaft aufgeschlossen gegenüber.
Am 12. September 1835 erließ Ferdinand I. das erste Baugesetz der Monarchie; darin wurden u. a. erstmals Höhen und Breiten für Türen und Fenster festgeschrieben.
Der Kaiser befahl am 21. Januar 1837 für alle am Augsburger Bekenntnis festhaltenden Zillertaler die Emigration. 427 seiner Untertanen mussten die Heimat verlassen.
Am 23. November 1837 wurde die 13 km lange Bahnstrecke zwischen Floridsdorf und Deutsch-Wagram eröffnet. Salomon von Rothschild hatte am 4. März 1836 vom Kaiser das zeitlich unbeschränkte Privileg zum Bau einer Bahnstrecke zwischen Wien und Bochnia erhalten, auch dank Metternichs und Kolowrats Fürsprache. Rothschild schlug den Namen Kaiser Ferdinands-Nordbahn vor.
Private Unternehmen begannen einen Bahnstrecken-Bauboom; dieser beschleunigte auch die Industrialisierung Österreichs.
1839 erließ er nach Beratungen im Familienkreis das Familienstatut des Allerhöchsten Erzhauses, das Rang, Einkommen, Heiratsregeln und andere Bestimmungen für die Mitglieder des Hauses Habsburg-Lothringen festlegte.
Der Aufstand in der Republik Krakau am 18. Februar 1846 führte zur Annexion Krakaus durch Österreich. 1847 wurde die Österreichische Akademie der Wissenschaften gegründet. Die Julirevolution von 1830 in Frankreich nahm zum Teil vorweg, was in Österreich bei der Revolution 1848/49 geschah. Das Metternich’sche System sorgte aber mit Zensur, Überwachung und Geheimpolizei dafür, dass öffentlich nicht über Politik diskutiert wurde. Das Biedermeierpublikum hatte sich mit harmloser Unterhaltung zu begnügen.

### Revolution und Regierungsübergabe

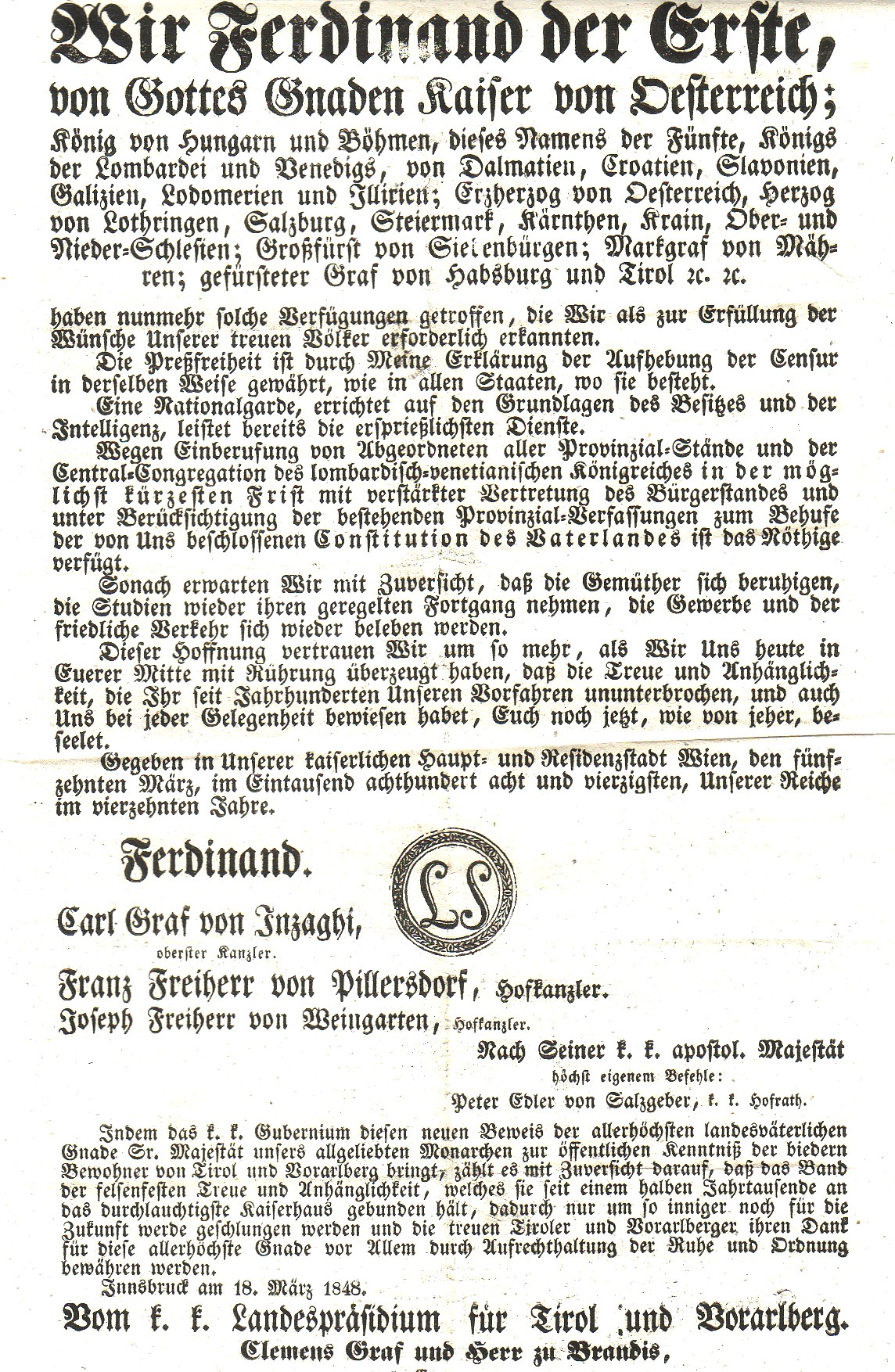
Aufhebung der Pressezensur durch Ferdinand I. am 15. März 1848

Die Unruhen der Märzrevolution 1848 veranlassten Metternich, am 13. März 1848 zurückzutreten und das Land zu verlassen. Am 15. März hob Ferdinand I. – nunmehr beraten von Kolowrat, den er zum ersten Ministerpräsidenten Österreichs überhaupt machte – die Zensur auf und setzte am 25. April mit der Pillersdorfschen Verfassung weitere Schritte der Liberalisierung, die den Revolutionären aber nicht genügten. Vertreter der Nationalgarden, der Arbeiter und der Studenten Wiens übergaben am 15. Mai in der Wiener Hofburg, zu der sie sich Zutritt verschafft hatten, die „Sturmpetition“ mit wesentlich weiter gehenden Forderungen; Ferdinand und sein Hof zogen es daher am 17. Mai vor, in die Innsbrucker Hofburg zu übersiedeln.
Zwar kehrte der Kaiser Mitte August 1848 in die Hauptstadt zurück, begab sich aber nach dem Ausbruch des Oktoberaufstandes nach Olmütz. Das Regieren war längst ein Reagieren auf Forderungen aus dem Volk geworden: Im Laufe des Jahres „verbrauchte“ der ratlose Kaiser nicht weniger als sechs Ministerpräsidenten.
In Beratungen mit den engsten Familienmitgliedern wurde dem kinderlosen Kaiser daher empfohlen, die Regierung abzugeben. Die Familie sprach sich gegen Ferdinands Bruder Franz Karl, dem der Thron gemäß den Hausgesetzen rechtmäßig zugestanden hätte, als Nachfolger aus. Speziell Franz Karls Gattin, Erzherzogin Sophie, empfahl einen Generationswechsel zu beider Sohn Franz Joseph, dem Neffen Ferdinands.
Franz Karl verzichtete daher auf die Thronfolge, Ferdinand stimmte zu und legte im Palais des Olmützer Erzbischofs am 2. Dezember 1848 die Regierung zu Gunsten Franz Josephs nieder. Einem Zeugen (Hübner) zufolge hat Ferdinand dabei zu seinem Neffen Franz Joseph gesagt: „Gott segne dich, sei brav, es ist gern geschehen.“

### Kaiser im Ruhestand

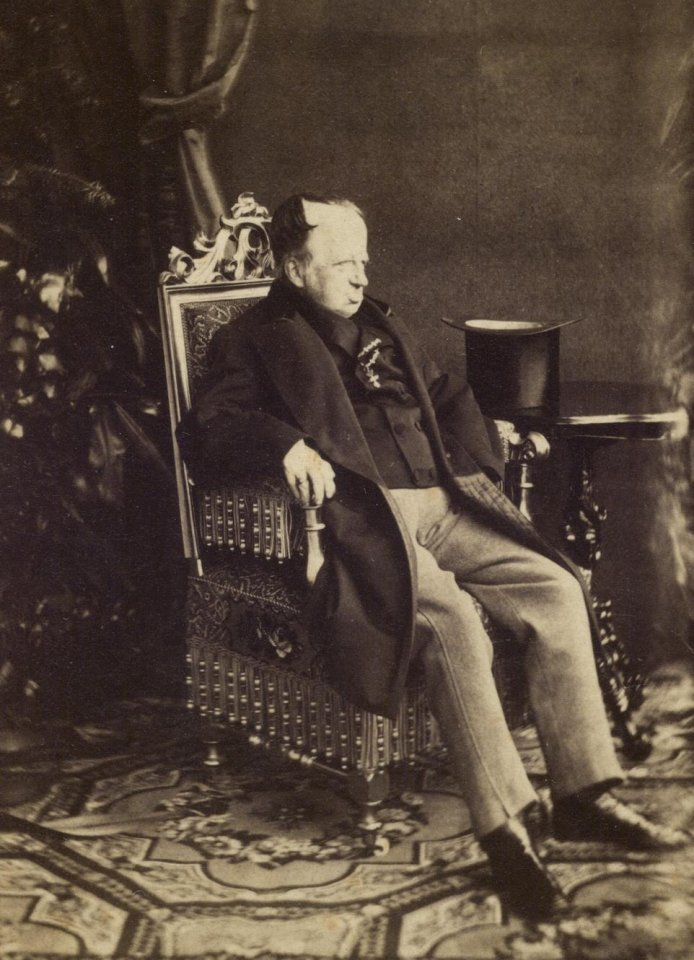
Fotografie um 1870

Nach der Regierungsübergabe – sie wurde nicht als Abdankung bezeichnet und Ferdinand führte den Kaisertitel bis zum Tod – lebte Ferdinand zurückgezogen in Mähren und auf dem Hradschin, der königlichen Burg in Prag. Mit 55 Jahren entwickelte er ein bis dahin nicht gekanntes Talent und übernahm selbst die Verwaltung der vom Herzog von Reichstadt ererbten böhmischen Güter, deren Erträge er durch sehr geschickte Verwaltung steigern konnte. Ferdinands persönliches Vermögen bildete nach seinem Tod den Grundstock für das Vermögen Kaiser Franz Josephs I.
Am 29. Juni 1875 starb Ferdinand I. in Prag. Kaiserin-Witwe Anna starb am 4. Mai 1884. Beide wurden, wie viele andere Habsburger, in der Kapuzinergruft in Wien beigesetzt. Bei Ferdinands Tod kam noch das traditionelle Ritual der „getrennten Bestattung“ zur Anwendung, so dass sein Herz in der Loretokapelle der Wiener Augustinerkirche begraben wurde, während seine Eingeweide in der Herzogsgruft des Wiener Stephansdoms beigesetzt wurden. Ferdinand I. gehört damit zu jenen 41 Personen, deren Körper auf alle drei traditionellen Wiener Begräbnisstätten der Habsburger (Kaisergruft, Herzgruft, Herzogsgruft) aufgeteilt wurden. Zum Zeitpunkt des Todes seiner Witwe wurde die „getrennte Bestattung“ am Wiener Hof nicht mehr praktiziert.

## Titel
Ferdinands Großer Titel existierte zunächst nur in lateinischer Sprache und lautete (Version vom 13. Mai 1836):

„Ferdinandus Primus, divina favente clementia Austriae Imperator, Hungariae et Bohemiae Rex, hujus nominis quintus; Rex Lombardiae et Venetiarum, Dalmatiae, Croatiae, Slavoniae, Galiciae, Lodomeriae et Illyriae; Rex Hierosolimae; Archidux Austriae; Magnus Dux Hetruriae; Dux Lotharingiae, Salisburgi, Styriae, Silesiae, Mutinae, Parmae, Magnus Princeps Transilvanae, Marchio Moraviae, Comes Habsburgi, Tyrolis, etc. etc.“

Im Kaiserlichen österreichischen Familienstatut vom 3. Februar 1839 lautete die deutsche Version:

„Wir, Ferdinand der Erste, von Gottes Gnaden Kaiser von Österreich, König von Ungarn und Böhmen, dieses Namens der Fünfte, König der Lombardei und Venedigs, König von Dalmatien, Kroatien, Slavonien, Galizien, Lodomerien und Illyrien; König von Jerusalem etc. Erzherzog von Oesterreich, Großherzog der Toskana, Herzog von Lothringen, Salzburg, Steyer, Kärnthen, Krain, Ober- und Niederschlesien, von Modena, Parma, Herzogtum Piacenza und Herzogtum Guastalla, von Auschwitz und Zator, von Teschen, Friaul, Ragusa und Zara; Großfürst von Siebenbürgen; Markgraf von Mähren; Gefürsteter Graf von Habsburg und Tirol, von Kyburg, Görz und Gradiska; Fürst von Trient und Brixen; Markgraf der Ober- und Nieder-Lausitz und in Istrien, Graf von Hohenembs, Feldkirch, Bregenz, Sonnenberg etc. Herr von Triest, von Cattaro und auf der windischen Mark.“

Sein Wahlspruch war: Recta tueri – „Das Rechte schützen“.

## Ehe
Die Ehe mit Maria Anna, Prinzessin von Savoyen, Tochter von Viktor Emanuel I. und Maria Theresia von Österreich-Este, blieb kinderlos.

## Vorfahren
|  |                                                |  |  |  |  |  |  |  |  |  |  |  |  |
|  | Kaiser Franz I. Stephan (1708–1765)            |  |  |  |  |  |  |  |  |  |  |  |  |
|  |                                                |  |  |  |  |  |  |  |  |  |  |  |  |
|  |                                                |  |  |  |  |  |  |  |  |  |  |  |  |
|  | Kaiser Leopold II. (1747–1792)                 |  |  |  |  |  |  |  |  |  |  |  |  |
|  |                                                |  |  |  |  |  |  |  |  |  |  |  |  |
|  |                                                |  |  |  |  |  |  |  |  |  |  |  |  |
|  | Kaiserin Maria Theresia (1717–1780)            |  |  |  |  |  |  |  |  |  |  |  |  |
|  |                                                |  |  |  |  |  |  |  |  |  |  |  |  |
|  |                                                |  |  |  |  |  |  |  |  |  |  |  |  |
|  | Kaiser Franz II. (1768–1835)                   |  |  |  |  |  |  |  |  |  |  |  |  |
|  |                                                |  |  |  |  |  |  |  |  |  |  |  |  |
|  |                                                |  |  |  |  |  |  |  |  |  |  |  |  |
|  | Karl III. König von Spanien (1716–1788)        |  |  |  |  |  |  |  |  |  |  |  |  |
|  |                                                |  |  |  |  |  |  |  |  |  |  |  |  |
|  |                                                |  |  |  |  |  |  |  |  |  |  |  |  |
|  | Maria Ludovica von Spanien (1745–1792)         |  |  |  |  |  |  |  |  |  |  |  |  |
|  |                                                |  |  |  |  |  |  |  |  |  |  |  |  |
|  |                                                |  |  |  |  |  |  |  |  |  |  |  |  |
|  | Maria Amalia von Sachsen (1724–1760)           |  |  |  |  |  |  |  |  |  |  |  |  |
|  |                                                |  |  |  |  |  |  |  |  |  |  |  |  |
|  |                                                |  |  |  |  |  |  |  |  |  |  |  |  |
|  | Kaiser Ferdinand I. (1793–1875)                |  |  |  |  |  |  |  |  |  |  |  |  |
|  |                                                |  |  |  |  |  |  |  |  |  |  |  |  |
|  |                                                |  |  |  |  |  |  |  |  |  |  |  |  |
|  | Karl III. König von Spanien (1716–1788)        |  |  |  |  |  |  |  |  |  |  |  |  |
|  |                                                |  |  |  |  |  |  |  |  |  |  |  |  |
|  |                                                |  |  |  |  |  |  |  |  |  |  |  |  |
|  | Ferdinand I. von Sizilien (1751–1825)          |  |  |  |  |  |  |  |  |  |  |  |  |
|  |                                                |  |  |  |  |  |  |  |  |  |  |  |  |
|  |                                                |  |  |  |  |  |  |  |  |  |  |  |  |
|  | Maria Amalia von Sachsen (1724–1760)           |  |  |  |  |  |  |  |  |  |  |  |  |
|  |                                                |  |  |  |  |  |  |  |  |  |  |  |  |
|  |                                                |  |  |  |  |  |  |  |  |  |  |  |  |
|  | Maria Theresia von Neapel-Sizilien (1772–1807) |  |  |  |  |  |  |  |  |  |  |  |  |
|  |                                                |  |  |  |  |  |  |  |  |  |  |  |  |
|  |                                                |  |  |  |  |  |  |  |  |  |  |  |  |
|  | Kaiser Franz I. Stephan (1708–1765)            |  |  |  |  |  |  |  |  |  |  |  |  |
|  |                                                |  |  |  |  |  |  |  |  |  |  |  |  |
|  |                                                |  |  |  |  |  |  |  |  |  |  |  |  |
|  | Maria Karolina von Österreich (1752–1815)      |  |  |  |  |  |  |  |  |  |  |  |  |
|  |                                                |  |  |  |  |  |  |  |  |  |  |  |  |
|  |                                                |  |  |  |  |  |  |  |  |  |  |  |  |
|  | Kaiserin Maria Theresia (1717–1780)            |  |  |  |  |  |  |  |  |  |  |  |  |
|  |                                                |  |  |  |  |  |  |  |  |  |  |  |  |
|  |                                                |  |  |  |  |  |  |  |  |  |  |  |  |

## Namensgebung
- 1823 wurde das „Tirolische Nationalmuseum“ als Verein gegründet; Kronprinz Ferdinand übernahm das Protektorat und stimmte der Verwendung seines Namens zu. Das Tiroler Landesmuseum heißt bis heute Ferdinandeum.[17]
- Die 1837 in ihrem ersten Teilstück eröffnete Kaiser-Ferdinand-Nordbahn besteht als Nordbahn von Wien Richtung Brünn nach wie vor. Sie ist die wichtigste Bahnverbindung zwischen Österreich und Tschechien.
- 1840 wurde in der Leopoldstadt, seit 1850 2. Wiener Gemeindebezirk, eine Straße nahe der Ferdinandsbrücke über den Donaukanal Ferdinandstraße benannt und heißt bis heute so.
- Die um 1820 über den Donaukanal in Wien gebaute Ferdinandsbrücke bzw. ihr Nachfolgebauwerk heißt seit 1920 Schwedenbrücke; der anschließende 1897 benannte Kaiser-Ferdinands-Platz im 1. Bezirk heißt seit 1920 Schwedenplatz.
- Vier Ferdinand(s)gassen in den Wiener Bezirken 12, 15, 19 und 23 tragen heute andere Namen.
- Die 1841–1844 errichtete Kaiser-Ferdinand-Infanteriekaserne am Heumarkt im 3. Wiener Bezirk besteht seit 1910 nicht mehr.
- Nach ihm benannt ist die Pflanzengattung Ferdinandea Pohl aus der Familie der Rötegewächse (Rubiaceae).[18]